# Переферкович, Наум Абрамович
Нау́м (Нехе́мия) Абра́мович Переферко́вич (1871, Ставрополь — 1940, Рига) — российский и латвийский лингвист, гебраист, русист, переводчик и лексикограф в области русского языка и идиша (как лексикограф выступал под псевдонимом Н. Абрамов).

## Биография
Родился в семье кантониста. В 1894 году с золотой медалью окончил восточный факультет Императорского Санкт-Петербургского университета (учился вместе с Н. Я. Марром) получив учёную степень магистра за диссертацию «Свод талмудических сведений о гностических сектах» и право преподавания русского и семитских языков во всех учебных заведениях России, но на кафедре не остался, хотя ему предлагали.

### Иудаика, перевод Талмуда
Многочисленные рецензии, популярные статьи, публицистика и оригинальные исследования Переферковича (иногда подписанные псевдонимами Аль-Гаввас или Восточник) публиковались в журнале «Восход» и других русско-еврейских изданиях. Сотрудничал также в «Русских ведомостях». Является автором свыше 200 научных и критических статей по иудаистике, которые были опубликованы в том числе в таких научных изданиях, как «Журнал Министерства народного просвещения», «Гермес», «Научное обозрение», Еврейской энциклопедии Брокгауза—Ефрона (также редактор первого отдела в первом томе), Энциклопедического словаря Гранат, «Еврейской энциклопедии» (один из создателей «Еврейской энциклопедии» (СПб., 1908—1913) и редактор библейского отдела при подготовке первого тома).
В 1908 году выпустил подробный анализ антисемитского памфлета 1883 г. «100 законов Шулхан аруха», в котором раскрыл подлинный смысл талмудических законов об иноверцах и технологию их искажения авторами и переводчиками памфлета.
С января 1909 года преподавал основы иудаизма в известной немецкой школе Петришуле. В том же году попытался создать в Петербурге «еврейскую реформатскую общину», однако эта попытка не увенчалась успехом. Печатался на идише в различных еврейских периодических изданиях в России, в частности в петербургской газете «Дер Фрайнд».
В 1912 году издал трехтомный «Учебник еврейской религии для средних учебных заведений» (2-е издание — в 1915—1916 годах) для еврейских детей, посещавших русские средние школы. С 1897 по 1911 годы в Петербурге вышли в свет два издания «Талмуда» Переферковича (в восьми и в пяти томах соответственно), включающие в себя «критический» (то есть научный) перевод Мишны, Тосефты и галахических мидрашей (Мехильта и Сифра), а также отдельными изданиями — переводы трактатов «Берахот» (1909) и «Авот рабби Натана» (1903).
До 1917 года преподавал в Санкт-Петербурге на Курсах востоковедения (также известны как «Еврейская академия», «Институт еврейских знаний», «Высшая школа еврейских знаний»).
В 1918 году начал работать в Народном комиссариате иностранных дел РСФСР. Был переводчиком на переговорах о Брестском мире. До эмиграции некоторое время преподавал в высших учебных заведениях.

### Лексикограф Н. Абрамов
Занимаясь переводом Талмуда, Переферкович работал одновременно и над другим своим монументальным трудом — «Словарем русских синонимов и сходных по смыслу выражений», изданным под ещё одним псевдонимом — «Н. Абрамов». Этот словарь, выдержавший с 1900 по 1915 годы четыре переиздания, не утратил своего значения и по сей день — в 1994 году вышло его 5-е, исправленное и дополненное издание, а в 1996, 1999 и 2006 годах выходили стереотипные 6-е, 7-е и 8-е издания. В этом словаре более 20 тысяч слов и около 5 тысяч синонимических рядов. В предисловии к современному переизданию словаря академик Ю. Д. Апресян отметил, что «этот словарь не был понят современниками и не оказал существенного влияния на формирование концепции русского синонимического словаря. Между тем он во многих отношениях опередил свою эпоху и предвосхитил некоторые идеи, сложившиеся и воплощенные в мировой лексикографии лишь в самое последнее время». В формировании синонимических рядов по Абрамову доминирует семантическая, а не формальная установка, в них включаются не только лексемы, но и синонимичные фразеологизмы, морфологические, синтаксические средства. Словарь содержит элементы идеографического и сочетаемостного словаря, а также, с точки зрения Апресяна, аппарат, близкий к лексическим функциям.
«Н. Абрамов» был также автором «Словаря русских рифм» (1912; переиздан в 1996 году) и популярной, выдержавшей множество переизданий книжной серии «Дар слова» (1900—1913), включающей в себя практические руководства по русской риторике («Искусство излагать свои мысли», «…разговаривать и спорить», «…произносить речи», «…писать сочинения», «…вести заседания» и т. п.).

### Поздняя деятельность
В 1919 году Переферкович нелегально эмигрировал в Латвию. Здесь новым предметом его научных интересов стал идиш. В Риге, где прошли последние 20 лет его жизни, Переферкович преподавал в еврейских (гимназия Залемана) и нееврейских (Русские университетские курсы) средних учебных заведениях, издавал газету «Маленькую газету» и печатался в местной прессе на идише — «Дер вег», «Унзер вег», «Дос фолк», «Лецте найес», «Фриморгн». Кроме того он работал над словарем «העברײאיזמען אין אידיש» («xебреизмен ин идиш: 4000 xебреише вертер ун цитатн» — гебраизмы в идише: 4 тыс. слов древнееврейского происхождения с цитатами, немецкий подзаголовок: «Hebraismen in der jiddischer Sprache», Рига: Глобус, 1929 и Рига: Бихер фар алемен, 1931, под именем Нехемье Переферкович), который вобрал в себя около 4 тысяч употребляемых в идише слов древнееврейского и арамейского происхождения с цитатами из литературных источников. За участие в подготовке к печати полемического антихристианского исследования Г. Л. Бендера «Евангельский Иисус и его Учение», которое было созвучно книге Переферковича «Истина о Христе», латвийский суд приговорил к двум годам лишения свободы за богохульство (Статья 51 Уголовного уложения) и оскорбление религии (Статья 73 Уголовного уложения), хотя впоследствии приговор был отменён кассационным судом
Похоронен на рижском Новом еврейском кладбище «Шмерли».

## Семья
В 1908 году в Риге женился на Марьяне Александровне Гарбель (1880, Гольдинген — ?). Двое детей.

## Научные труды
- Переферкович Н. А. «Талмуд, его история и его содержание» СПб., 1897
- Переферкович Н. А. «Что такое Шулхан-Арух? : К освещению еврейского вопроса» СПб., 1899
- Абрамов Н. «Словарь русских синонимов и сходных по смыслу выражений» (СПб., 1900)
- Абрамов Н. «Словарь русских синонимов и сходных по смыслу выражений» (СПб., 1900, 4-е доп. изд. — 1915, 5-е изд. — М., 1994)
- Переферкович Н. А. Авот рабби Натана
- Переферкович Н. А. Талмуд, Мишна и Тосефта — 1902—1906 — том 1
- Переферкович Н. А. Талмуд, Мишна и Тосефта — 1902—1906 — том 2
- Переферкович Н. А. Талмуд, Мишна и Тосефта — 1902—1906 — том 3
- Переферкович Н. А. Талмуд, Мишна и Тосефта — 1902—1906 — том 4
- Переферкович Н. А. Талмуд, Мишна и Тосефта — 1902—1906 — том 5
- Переферкович Н. А. Талмуд, Мишна и Тосефта — 1902—1906 — том 6
- Переферкович Н. А. Талмуд, Мишна и Тосефта — 1902—1906 — том 7
- Переферкович Н. А. «Еврейские законы об иноверцах в антисемитском освещении. Разбор „Еврейского Зерцала“, переведённого А. Шмаковым.» — Издание второе. — С.-Петербург: Типография «Капитал» К. Н. Кособрюхова и Л. Я. Ганзбурга, 6 Рождеств., № 22, 1910
- Переферкович Н. А. «Учебник еврейской религии для средних учебных заведений» ч. 1-3, СПб., 1912
- Абрамов Н. «Дар слова» (учебник русского языка, 16 выпусков)
- Абрамов Н. «Полный словарь русских рифм (Русский рифмовник)» (СПб., 1912; 5-е изд. — М., 1994)
- Переферкович Н. А. «Возникновение языка идиш» (частично опубликовано в журнале «Ха-Тхие», Рига, 1921, № 4-5)
- Переферкович Н. А. Словарь «Гебраизмы в идиш», Рига, 1929; 2-е изд. — 1931

## Публицистика
- Переферкович, Н. А. «Религиозные вопросы у современных евреев в России; разбор заключений Особого съезда при Раввинской комиссии 1910 г.», СПб., 1911

## Редакция
- Бендера Г. Л. «Евангельский Иисус и его Учение» / под ред. и с примеч. проф. Н. Переферковича" Рига, 1930